# Journal of Chemical Ecology
Het Journal of Chemical Ecology is een internationaal en aan collegiale toetsing onderworpen wetenschappelijk tijdschrift. Het tijdschrift wordt maandelijks uitgegeven door Springer Science+Business Media en behandelt alle aspecten van de chemische ecologie. De oprichting van het tijdschrift was in 1975. Het is het officiële tijdschrift van de International Society of  Chemical Ecologists en de Asia-Pacific Association of Chemical Ecologists. De hoofdredacteur is John Romeo. Volgens Journal Citation Reports had het tijdschrift in 2013 een impactfactor van 2.239.